# 起行駅
起行駅（きぎょうえき）は、かつて福岡県田川市大字奈良に所在した日本国有鉄道（国鉄）後藤寺線の貨物駅である。

## 歴史
- 1897年（明治30年）10月20日：豊州鉄道の貨物駅として開設[1]。
- 1901年（明治34年）9月3日：豊州鉄道が九州鉄道（初代）に吸収合併され、九州鉄道の駅となる[2]。
- 1907年（明治40年）7月1日：九州鉄道が国有化され、帝国鉄道庁の駅となる[3]。
- 1922年（大正11年）2月5日：九州産業鉄道（後の産業セメント鉄道）当駅 - 船尾駅間が開業し、国鉄田川線と九州産業鉄道との接続駅となる[1]。
- 1943年（昭和18年）7月1日：産業セメント鉄道が戦時買収により国有化され、後藤寺線の中間駅となり、旅客の取り扱いを中止。再び貨物駅となる[1]。
- 1982年（昭和57年）11月15日：営業廃止[1]。

## 隣の駅
日本国有鉄道
後藤寺線
船尾駅 - （貨）起行駅 - 田川後藤寺駅